# Super Powers/Right Now
「Super Powers/Right Now」（スーパー・パワーズ/ライト・ナウ）は、V6の50枚目のシングル。2019年1月16日にavex traxから発売された。

## 概要
- 前作から約8か月ぶりのシングル。47thシングル「Can't Get Enough/ハナヒラケ」から4作連続で両A面シングルとなる。
- 三宅健とスタッフなどが話し合い、「Super Powers」の歌詞は、『ONE PIECE』の原作に極力合うように作られている。
- 初回盤A/B・通常盤の3種類で発売。
- V6としては、平成最後のシングルとなった。
- 表題曲2作ともメンバー全員にソロパートがある。

## 特典
※3形態同時購入特典
- V6アクリルスタンド（メンバー6人集合型）
- V6ジャケットサイズ カレンダー（セブンネットのみ） - 前作までは誕生日に基づき1人ずつの登場だったが、今回は全員集合のものとペアがそれぞれ3枚となっている。登場順は以下の通り。

| # | 月       | 登場メンバー         |
| - | -------- | -------------------- |
| 1 | 1・2月   | 全員                 |
| 2 | 3・4月   | 全員                 |
| 3 | 5・6月   | 井ノ原快彦・岡田准一 |
| 4 | 7・8月   | 森田剛・三宅健       |
| 5 | 9・10月  | 坂本昌行・長野博     |
| 6 | 11・12月 | 全員                 |

### シリアル動画
※初回盤A/B・通常盤（初回出荷分）のみ
- スペシャルムービー
各形態で内容が異なる。

## 収録曲

### CD
※「LADY, LADY, LADY」以降、通常盤のみ収録。
1. Super Powers
作詞：森雪之丞
作曲：Samuel Waermo・Stefan Ekstedt・Didrik Thott
編曲：Stefan Ekstedt・ha-j
  - フジテレビ系アニメ『ONE PIECE』オープニングテーマ
2. Right Now
作詞・作曲・編曲：Shota Shimizu
  - セブン&アイ・ホールディングス「セブンネットショッピング」CMソング
3. LADY, LADY, LADY - 20th Century
作詞：土岐麻子
作曲・編曲：トオミヨウ
4. そんな顔しなくたっていい - Coming Century
作詞：Kamachu
作曲・編曲：DENIMS
5. Super Powers（Instrumental）
6. Right Now（Instrumental）
7. LADY, LADY, LADY（Instrumental）
8. そんな顔しなくたっていい（Instrumental）

### DVD

#### 初回盤A
1. 「Super Powers」Music Video
2. 「Super Powers」MV Making
3. 「Right Now」MV Making & Jacket Shooting Making

#### 初回盤B
1. 「Right Now」Music Video
2. スーパーパワーで乗り越えろ！アドリブ6